# La Nuit des juges
Pour plus de détails, voir Fiche technique et Distribution.
La Nuit des juges (The Star Chamber) est un film américain réalisé par Peter Hyams et sorti en 1983.

## Synopsis
Steven Hardin est un jeune et idéaliste juge de Los Angeles. Il est chargé de juger Hector Andujar, un homme ayant tué 5 femmes âgées pour les voler. Bien que le suspect ait avoué les crimes et que ses empreintes soient retrouvées sur l'arme, Steven est contraint de l'acquitter en raison d'un vice de procédure sur la façon dont a été découverte l'arme. Tout en sachant que le prévenu est parfaitement coupable, il doit accorder la demande. Très frustré du système judiciaire américain et de l'impuissance de la justice, il se confie au juge Benjamin Caulfield, son mentor.
Le corps d'un enfant, Daniel Lewin, est ensuite retrouvé par deux policiers. L'enquête est confiée à l'inspecteur Harry Lowes. Deux hommes, Lawrence Monk et Arthur Cooms, sont arrêtés peu après avec une chaussure ensanglantée de la victime dans leur camionnette. Lors du procès, une nouvelle erreur de procédure policière pousse le juge Hardin à laisser tomber l'affaire, même après un entretien tendu avec le père de la victime, le Dr Harold Lewin.
Plus tard, le juge Benjamin Caulfield révèle à Steven Hardin l'existence d'un tribunal clandestin, sorte de version moderne de la « Chambre étoilée », dont il est membre avec huit autre juges. Ce tribunal « ordonne » la liquidation de meurtriers innocentés trop facilement lors de leur jugement ou ayant profité des failles du système. Après la mort de l'un des membres du tribunal, le juge Caulfield veut lui proposer la place vacante. Steven décide de les rejoindre. Il participe ainsi aux jugements de plusieurs criminels, qui sont ensuite abattus par des tueur à gages. Mais peu à peu, Steven émet des doutes sur cette méthode.

## Fiche technique
Sauf indication contraire, les informations mentionnées dans cette section peuvent être confirmées par la base de données cinématographiques IMDb,  présente dans la section « Liens externes ».
- Titre français et québécois : La Nuit des juges
- Titre alternatif québécois en vidéo : La chambre étoilée
- Titre original : The Star Chamber
- Réalisation : Peter Hyams
- Scénario : Roderick Taylor et Peter Hyams, d'après une histoire de Roderick Taylor
- Musique : Michael Small
- Photographie : Richard Hannah
- Montage : James Mitchell
- Producteurs : Frank Yablans, Kurt Neumann et Jonathan A. Zimber
- Société de production : Frank Yablans Presentations
- Distribution : 20th Century Fox (États-Unis), Hachette-Fox Distribution (France)
- Pays de production :  États-Unis
- Format : Couleurs - 2.35:1 - Dolby - 35 mm
- Genre : drame, policier, crime
- Durée : 109 minutes
- Dates de sortie :
  - États-Unis : 5 août 1983
  - France : 4 janvier 1984

## Distribution
- Michael Douglas (VF : Georges Poujouly) : le juge Steven R. Hardin
- Hal Holbrook (VF : Marc Cassot) : le juge Benjamin Caulfield
- Yaphet Kotto (VF : Med Hondo) : l'inspecteur Harry Lowes
- Sharon Gless (VF : Frédérique Tirmont) : Emily Hardin
- James Sikking (VF : Pierre Hatet) : Dr Harold Lewin
- Joe Regalbuto (VF : Hervé Bellon) : Arthur Cooms
- Jack Kehoe (VF : Roger Crouzet) : Hingle, avocat de la défense
- Larry Hankin (VF : Serge Lhorca) : l'inspecteur Kenneth Wiggan
- Dick Anthony Williams (VF : Daniel Gall) : l'inspecteur Paul Mackey
- Margie Impert : Louise Pacinni
- David Proval (VF : Mario Santini) : l'officier Nelson
- David Faustino : Tony Hardin
- Otis Day (VF : Bernard Murat) : Stanley Flowers
- Charles Hallahan (VF : Yves Barsacq) : l'officier Pickett
- Ronin Gammell (VF : Jacques Thébault) : le juge Archer
- Matthew Faison (VF : Roland Ménard) : le juge Stoner
- Michael Ensign (VF : Claude Joseph) : le juge Kirkland
- Fred McCarren (VF : Marc François) : Robert Karras
- Robert Costanzo (VF : Roger Lumont) : le sergent Spota
- Don Calfa (VF : Michel Papineschi) : Lawrence Monk
- John DiSanti (VF : Jacques Ferrière) : l'inspecteur James Wickman
- Dana Gladstone (VF : Marc de Georgi) : le substitut du procureur Martin Hyatt

## Production
Le tournage a lieu à Los Angeles (Dodger Stadium, Fox Studios, Hollywood Boulevard, Downtown Los Angeles, Arts District, Little Tokyo, ...), Long Beach.

## À noter
Ce film marque le retour de Michael Douglas après trois ans d'absence à l'écran dus à un grave accident de ski[réf. nécessaire].
Le titre original The Chamber renvoie à Chambre étoilée, une cour de justice spéciale et controversée créée en 1487 en Angleterre sous le règne d'Henri VII.

## Édition vidéo
Le film sort en France en DVD et Blu-ray le 1er octobre 2019, édité par L'Atelier des images.